# 忠海港
忠海港是位於日本廣島縣竹原市忠海的地方港灣。
由於本港是前往被稱為「兔島」的大久野島的出發港口，因此也被稱為「兔島的玄關口」；大部分旅客會搭乘火車至忠海車站，步行約七分鐘至本港後，在此搭乘渡輪前往大久野島，在港口的旅客售票處旁也特別規劃了以兔島為主題的紀念品商店「兔子的回憶」（日文原名：うさぎの想い出）。
除了由大三島渡輪及閒暇村大久野島有開設前往大久野島的定期渡輪航班，大三島渡輪的航班也會繼續駛往愛媛県今治市的大三島的盛港，為方便居民往返，大三島渡輪有些航班會使用可以運送汽車的汽車渡輪。

## 航線
- 大三島渡輪（日语：大三島フェリー）
  - 忠海港 - 大久野島 - 盛港（日语：盛漁港）
- 休暇村 大久野島（客船）
  - 忠海港 - 大久野島

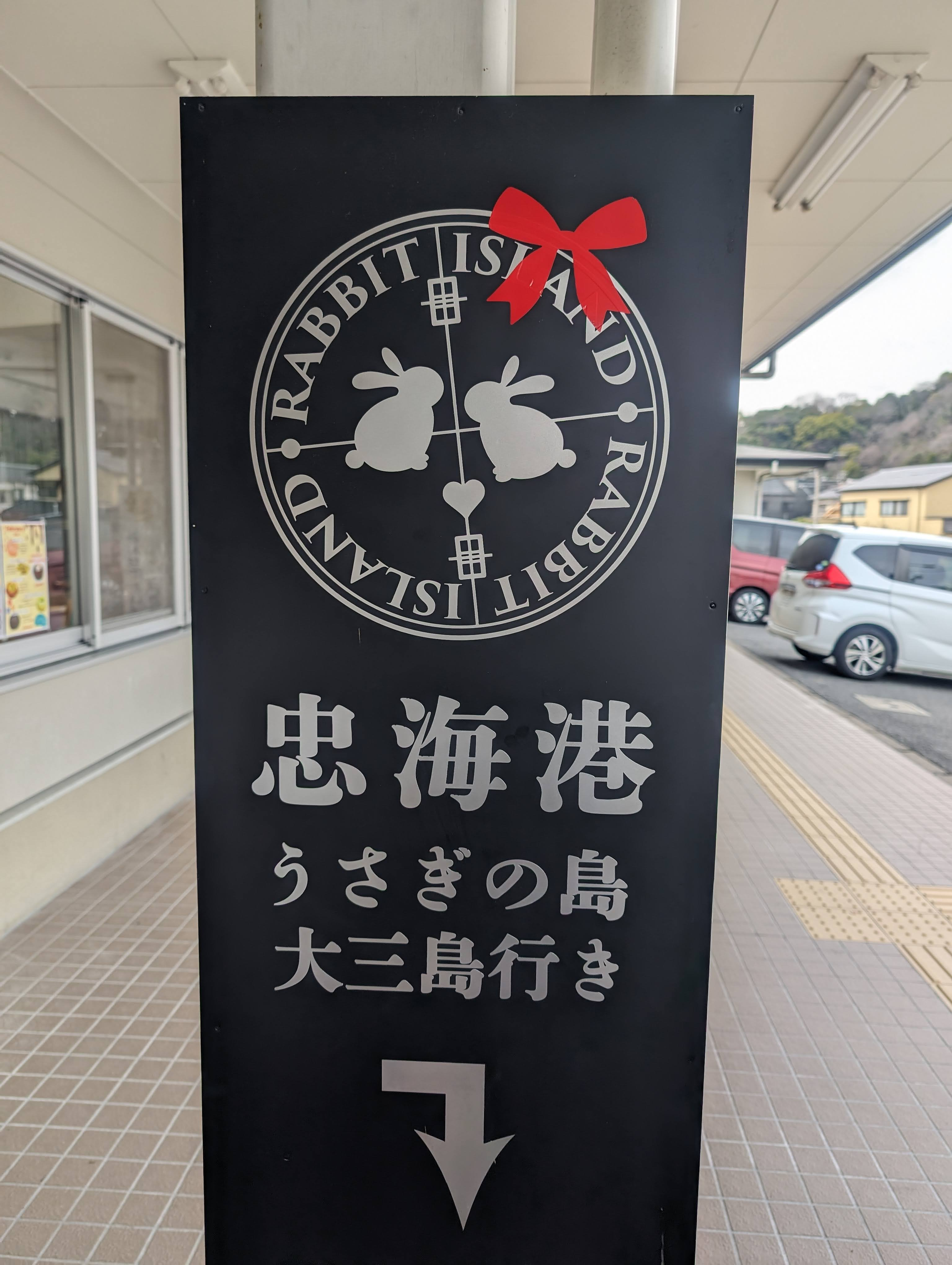
忠海車站前往忠海港的道路指引牌
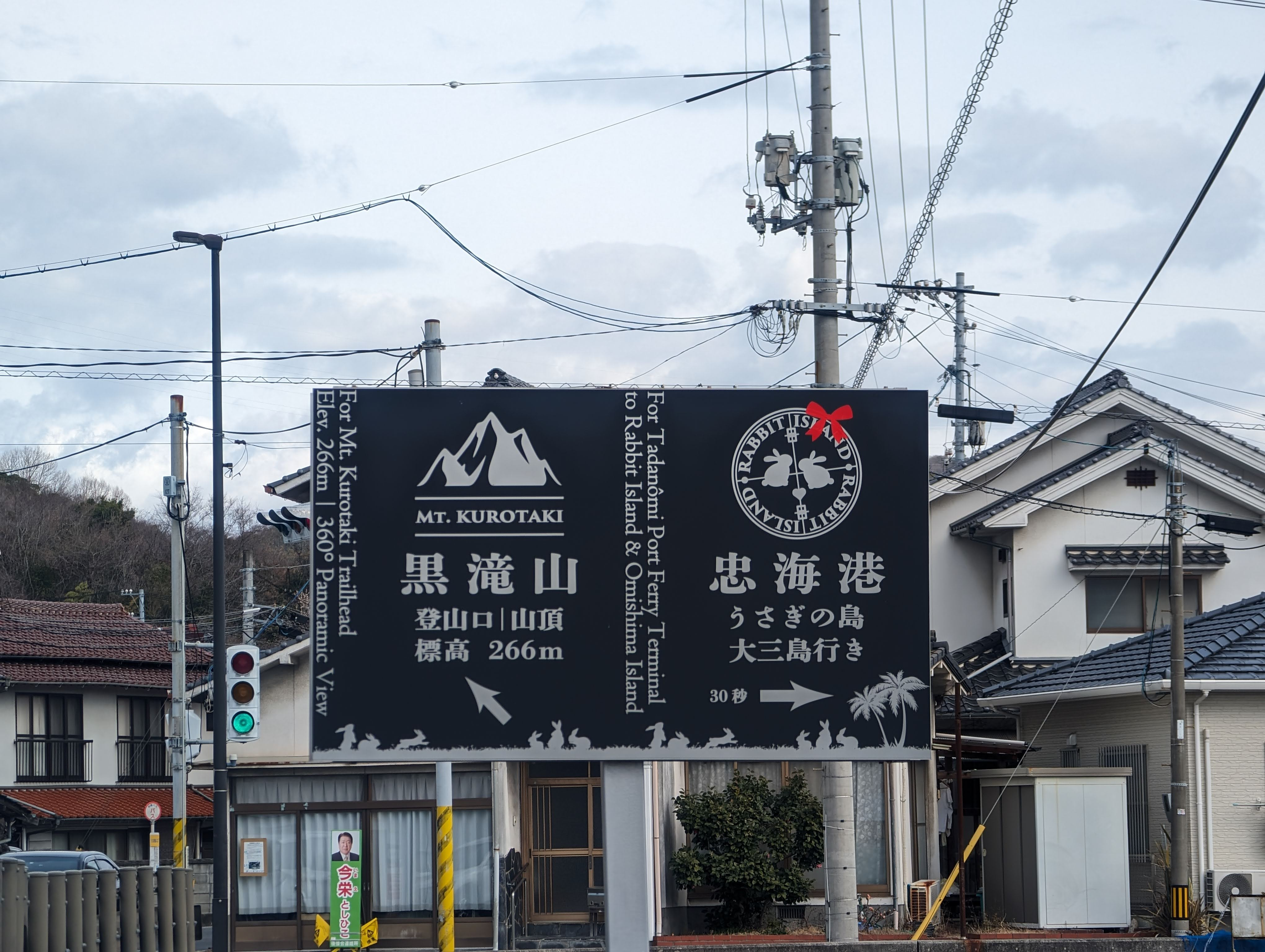
國道185號上前往忠海港的道路指引牌
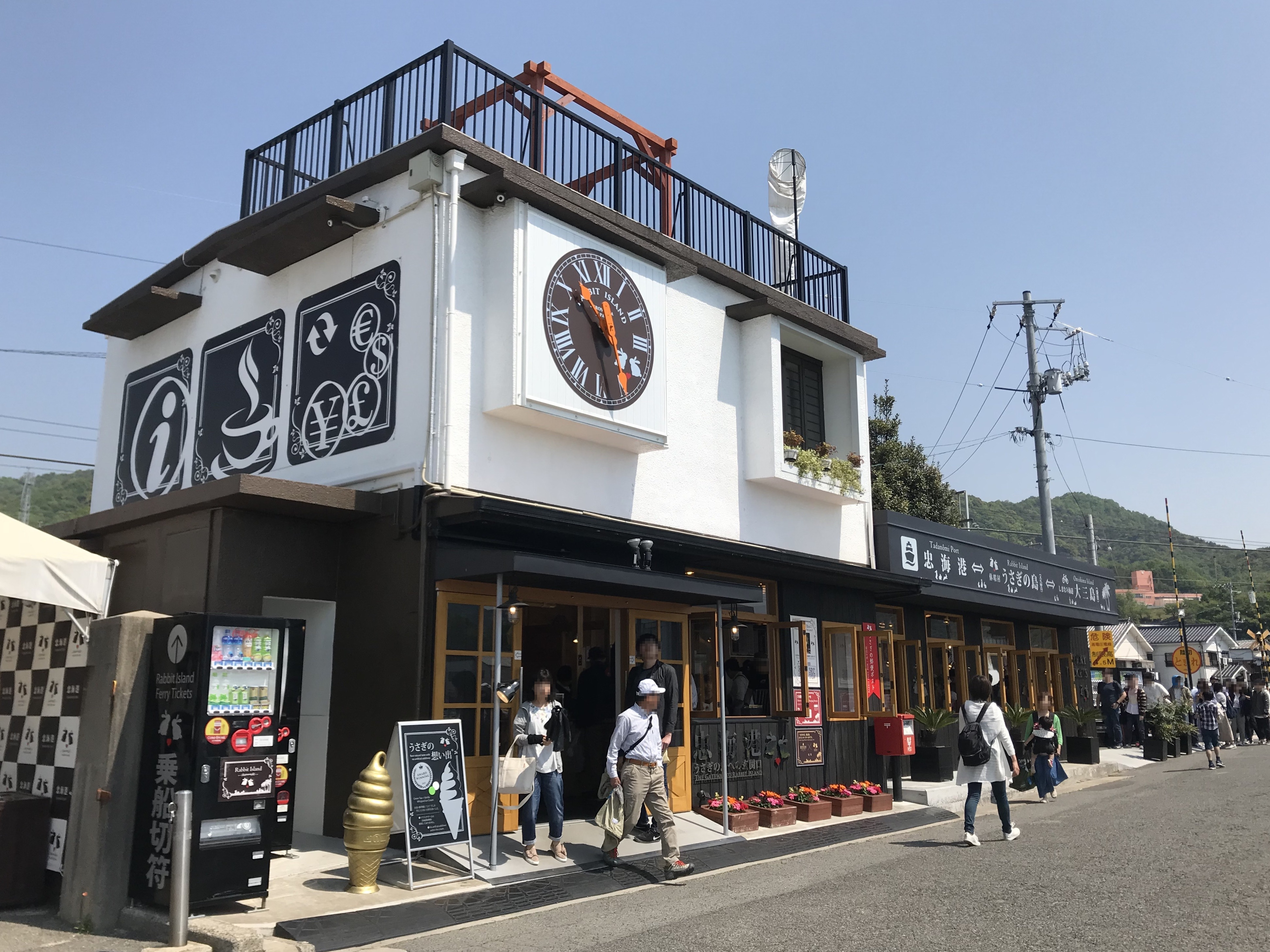
忠海港的旅客接待處「兔子的回憶」外觀
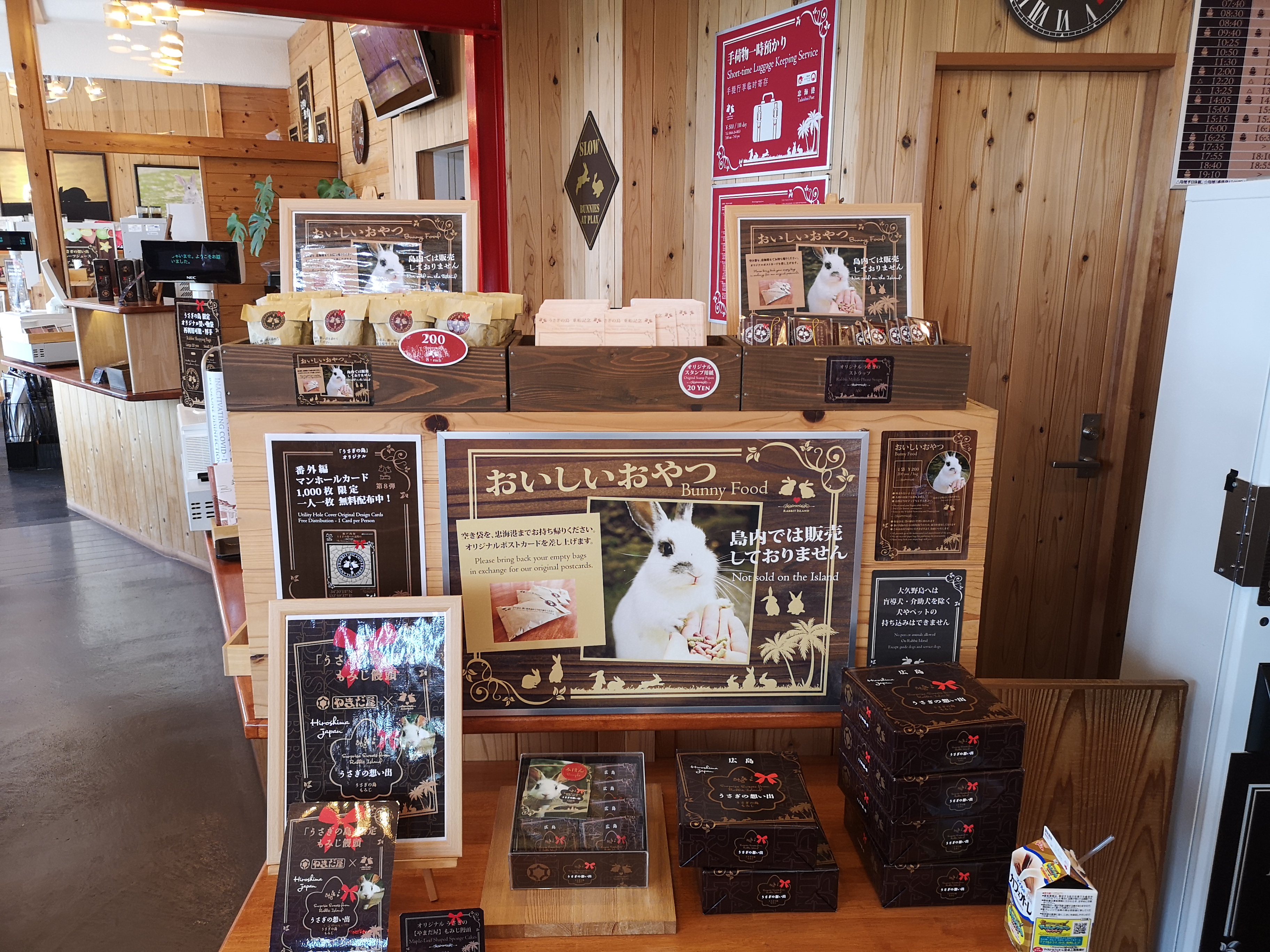
忠海港的旅客接待處「兔子的回憶」內部陳設
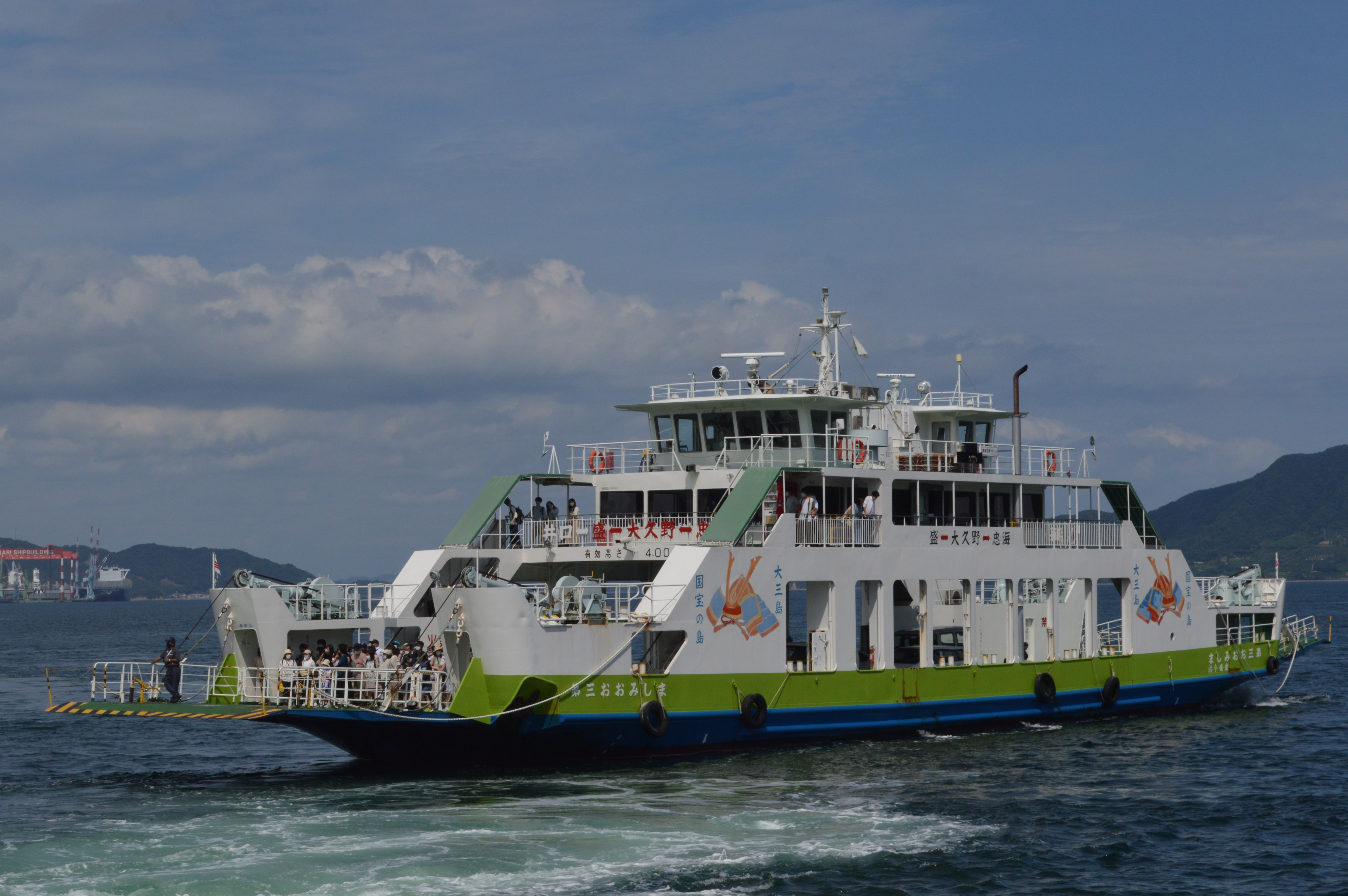
大三島渡輪的汽車渡輪
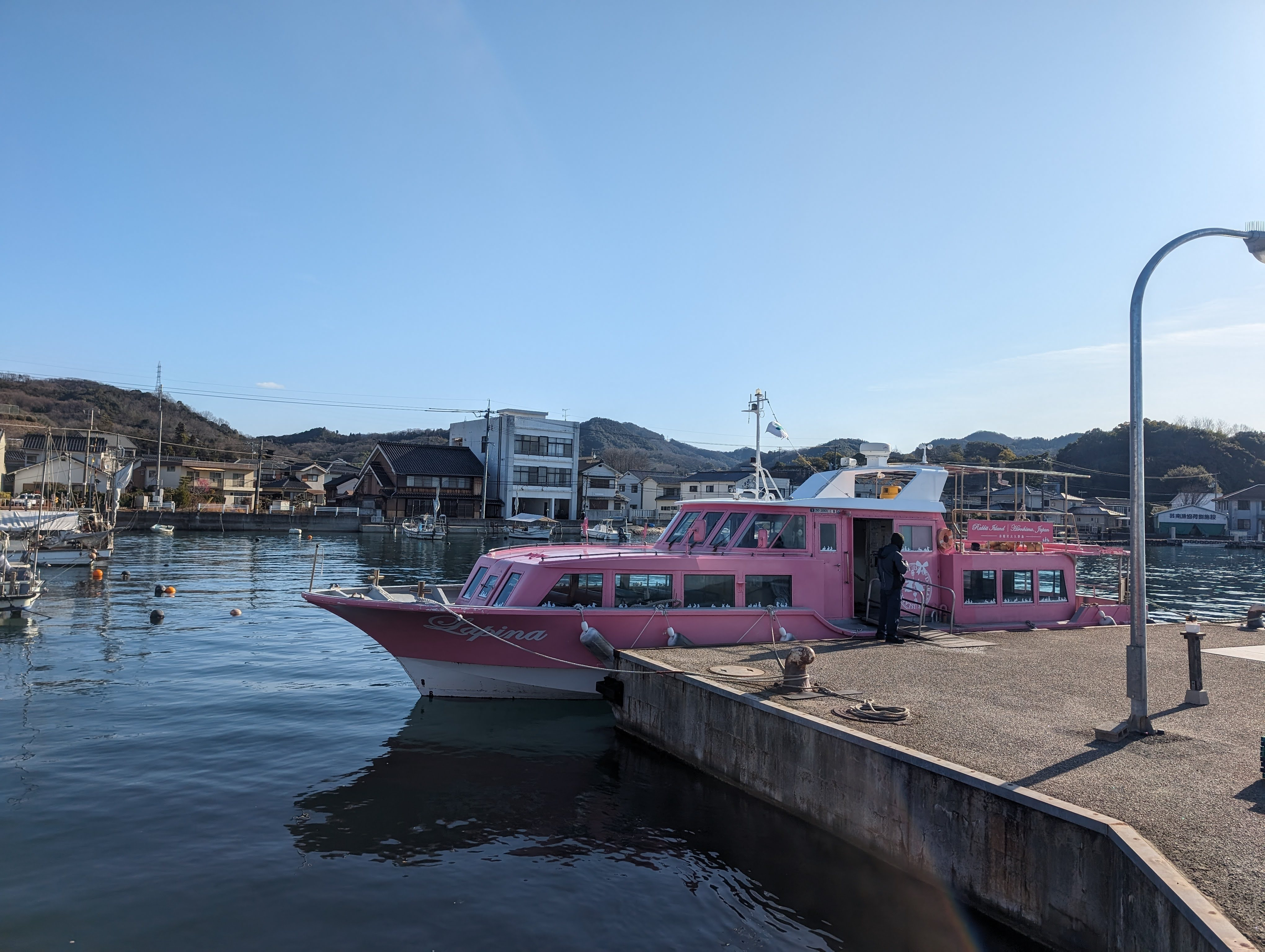
休暇村大久野島所經營的渡輪
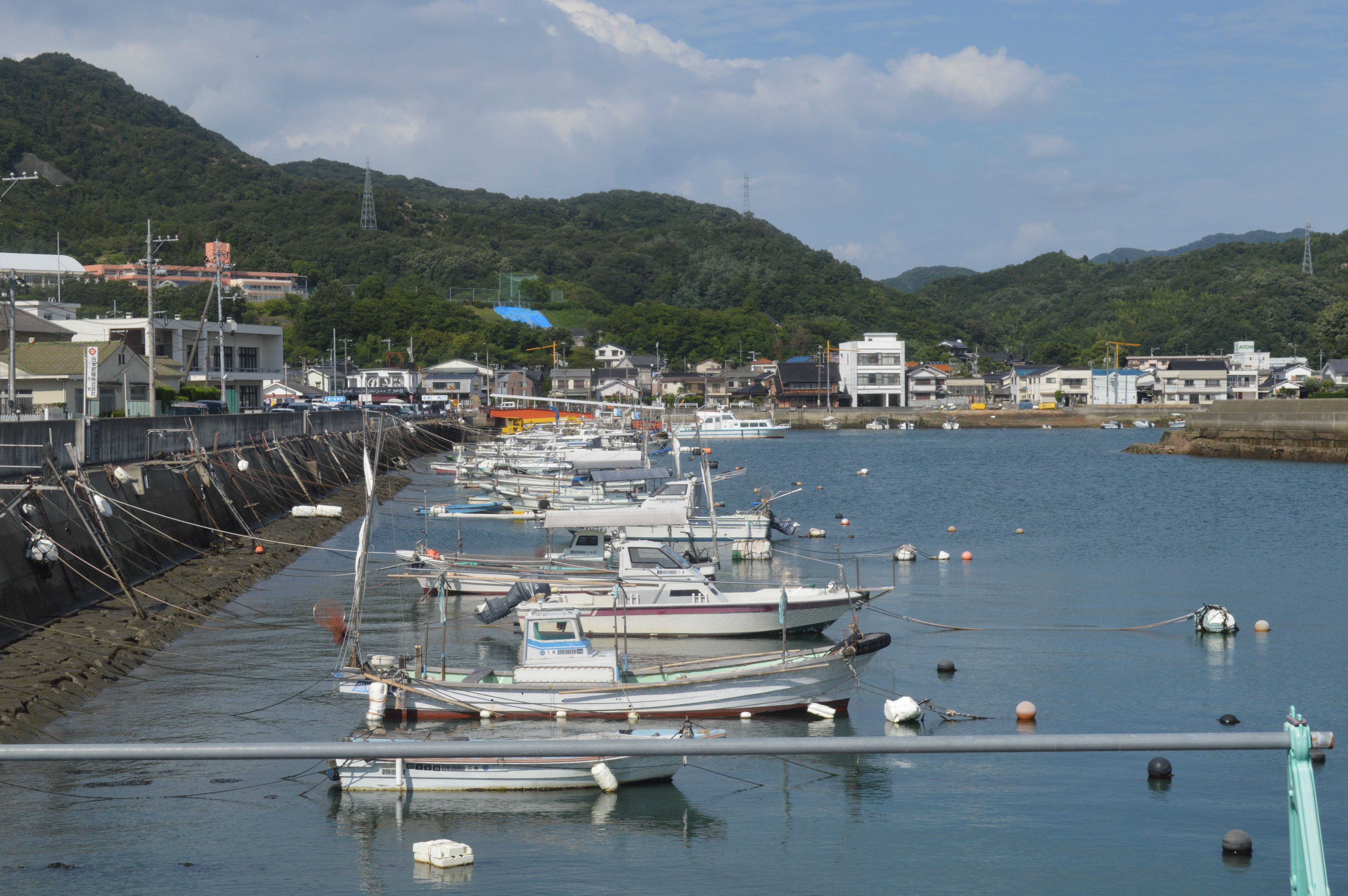
忠海港

## 外部連結
- （日語） 兔島的玄關口｜忠海港 （页面存档备份，存于）
- （日語） 忠海港即時影像 （页面存档备份，存于）
- （日語） 大三島フェリー （页面存档备份，存于）
- （日語） 休暇村 大久野島 （页面存档备份，存于）